# Japão nos Jogos Olímpicos de Verão de 1972
O Japão participou dos Jogos Olímpicos de Verão de 1972, realizado em Munique, na Alemanha.